# Христо Илиев (общественик)
Вижте пояснителната страница за други личности с името Христо Илиев.
Христо Илиев Илиев е български общественик, ММА промоутър и бивш президент на ФК Ботев Враца  2020 – 2022.
От 2023 година е изпълнителен директор на баскетболен клуб Ботев 2012 от гр. Враца. 
През януари 2021 година той е в основата на това Ботев Враца да покрие огромна част от трупаните с години задължения, наброяващи над 500 000 лева. По време на ръководството на Христо Илиев Ботев постига някои от най-забележителните си резултати след завръщането си в "А" група, включително две победи над Левски София. По случай 100-годишния юбилей на клуба новият президент инициира изработването и поставянето на мемориална плоча в памет на основателите на клуба.
Христо Илиев е известен в град Враца и като общественик, често подкрепящ благородни инициативи. През 2018 година той подпомага подземната Болярска църква в двора на храма „Свети Николай“, като дарява уникална камбана с лика на Св. Георги. Година по-рано Илиев е главен участник в реставрацията на самата подземна църква.
Продуцент и режисьор на документалния филм "Човеци"